# Drummondita miniata
Drummondita miniata là một loài thực vật có hoa trong họ Cửu lý hương. Loài này được (C.A.Gardner) Paul G.Wilson mô tả khoa học đầu tiên năm 1971.